# 馬殿甲
馬殿甲，河南邓州人，清朝軍事將領、武状元。
嘉慶十六年，登武進士一甲第一名。道光二十四年十月初九（1844年11月18日），由广东南韶连镇总兵官升任廣西提督。道光二十八年三月二十四（1848年4月27日），病免。